# Filtr (elektronika)

Idealne charakterystyki częstotliwościowe różnych rodzajów filtrów

Filtr – fragment obwodu elektrycznego lub obwodu elektronicznego odpowiedzialny za przepuszczanie lub blokowanie sygnałów w określonym zakresie częstotliwości lub zawierającego określone harmoniczne.

## Podział filtrów
Ze względu na przeznaczenie filtry można podzielić na cztery podstawowe rodzaje (zob. rys. obok):
- dolnoprzepustowe,
- górnoprzepustowe,
- środkowoprzepustowe,
- środkowozaporowe.

Ze względu na konstrukcję i rodzaj działania filtry można podzielić na:
- pasywne – nie zawierają elementów dostarczających energii do obwodu drgającego, zawierają tylko elementy RLC:
  - jednostopniowe,
  - wielostopniowe,
- aktywne – zawierają zarówno elementy RLC, jak również i elementy dostarczające energię do filtrowanego układu np. wzmacniacze, układy nieliniowe.

Filtry można również podzielić na typy obwodów w jakich są używane:

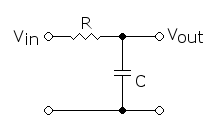
Pasywny filtr dolnoprzepustowy zrealizowany z opornika i kondensatora

Filtrowanie napięcia tętniącego za pomocą pasywnego filtra dolnoprzepustowego

- analogowe,
- cyfrowe.

### Filtry pasywne
Filtry pasywne są wykonane tylko z pasywnych elementów RLC. Przy odpowiednim połączeniu tych elementów można uzyskać wszystkie typy filtrów widocznych na rys. 1. Prócz tego, filtry pasywne wykonuje się też jako elementy z materiałów piezoelektrycznych z odpowiednio napylonymi elektrodami.
Najprostszym rodzajem filtra pasywnego, szeroko stosowanego w elektronice, jest filtr dolnoprzepustowy w postaci kondensatora o dużej pojemności połączonego równolegle do filtrowanego napięcia (z ewentualnym szeregowym opornikiem). Urządzenia elektroniczne są często zasilane z sieci energetycznej za pomocą zasilaczy, w których napięcie sieci (o skutecznej wartości 230 V) jest transformowane na niskie napięcie użyteczne (np. 12 V), które jest następnie prostowane za pomocą prostownika dwupołówkowego. Napięcie wyjściowe takiego prostownika ma przebieg tętniący (zobacz rysunek). Dopiero równoległe dołączenie kondensatora o odpowiedniej pojemności powoduje znaczne zmniejszenie amplitudy tętnień, czyli proces filtrowania. Im większa jest pojemność użytego kondensatora, tym napięcie wyjściowe ma przebieg bardziej zbliżony do przebiegu stałego.
Jeśli w powyższym układzie elementy C i R zostaną zamienione, wówczas powstanie pasywny filtr górnoprzepustowy.

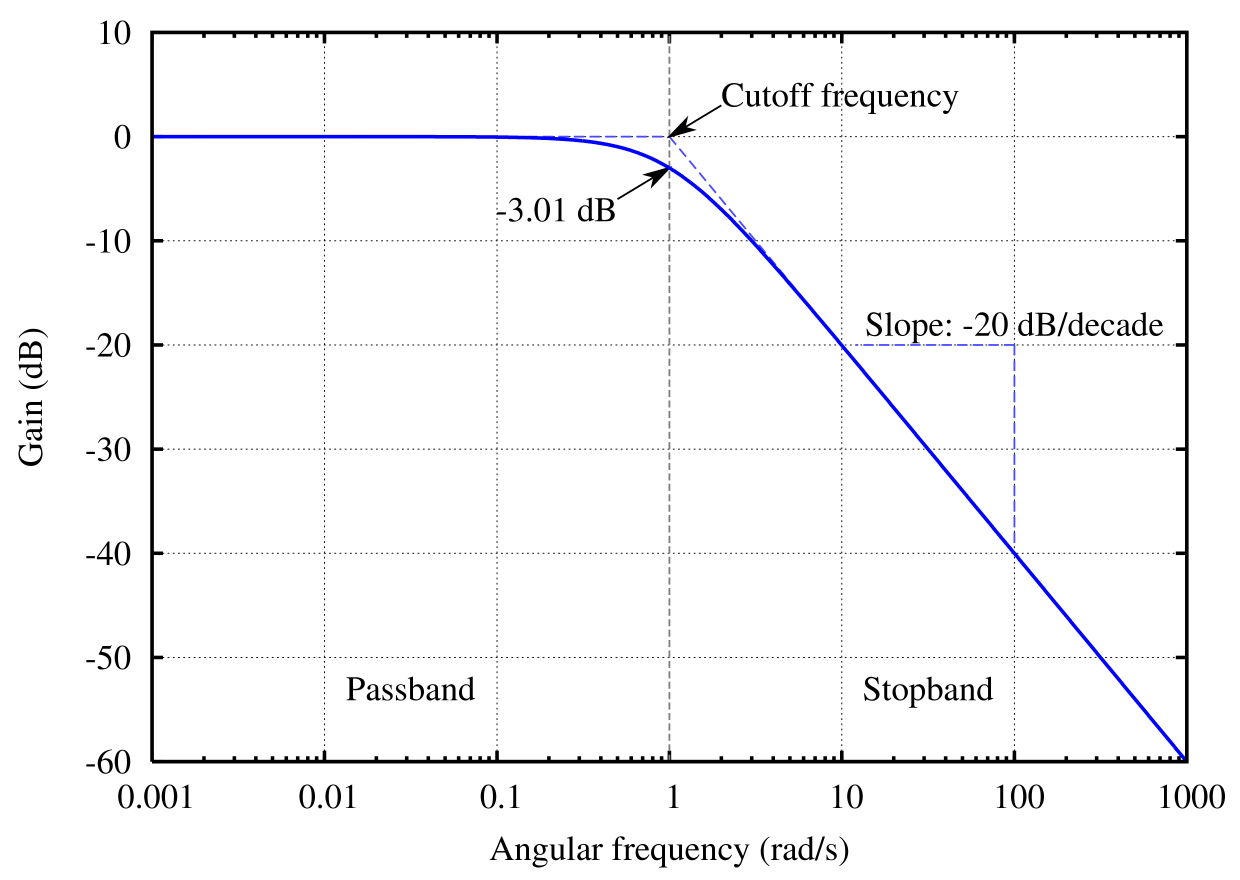
Charakterystyka filtra dolnoprzepustowego RC, dla którego amplituda w paśmie tłumienia opada ze stromością 20 dB na dekadę

W obu przypadkach częstotliwość graniczna filtru wynosi: {\displaystyle f_{g}={\frac {1}{2\pi RC}},} a charakterystyka amplitudowa w paśmie tłumienia opada o 20 dB na dekadę.

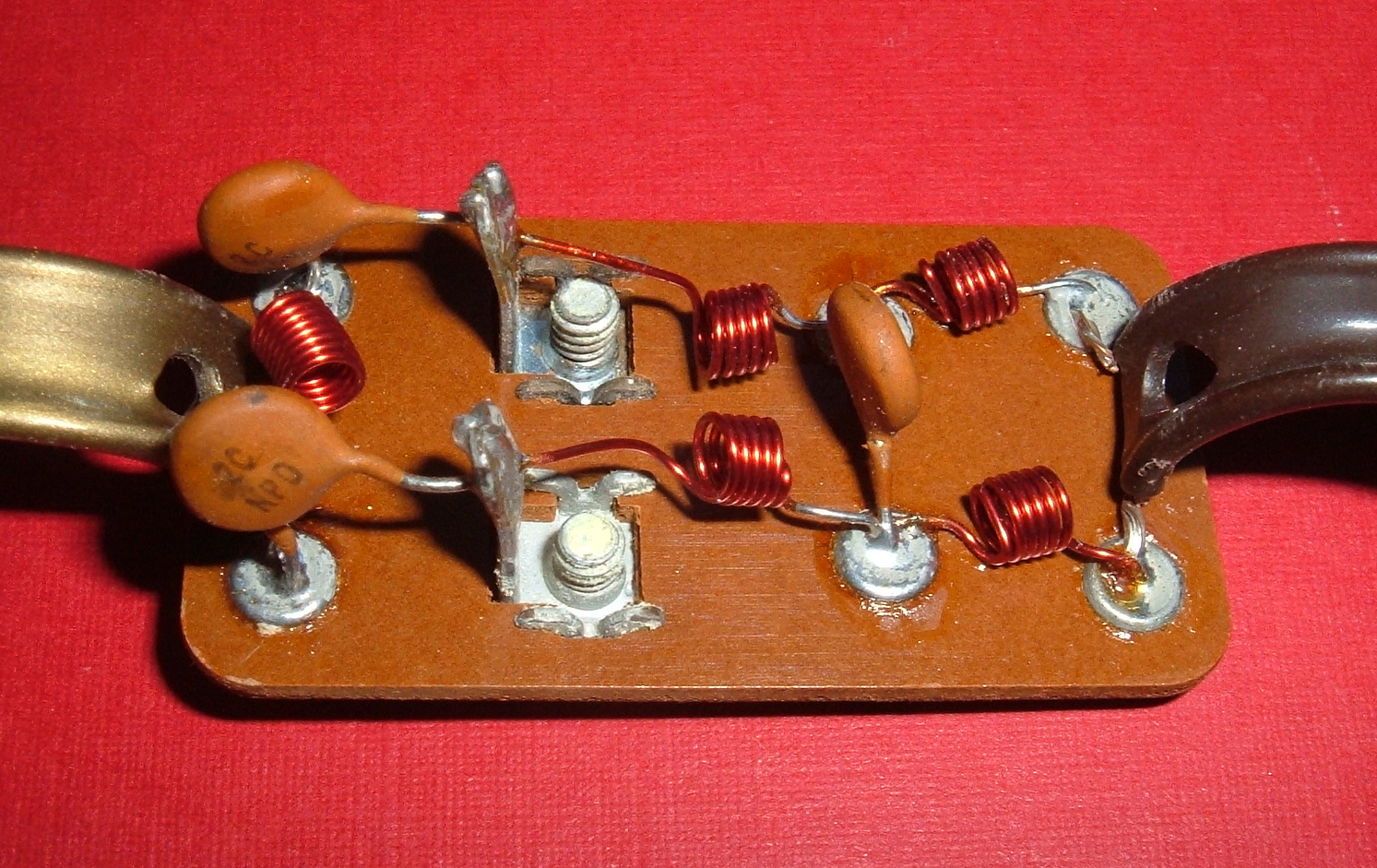
Rozdzielacz sygnału antenowego VHF i UHF z telewizora. Wejście na środku, z prawej filtr dolnoprzepustowy, z lewej górnoprzepustowy.

Przy dużych natężeniach prądu obok kondensatorów stosuje się cewki włączone szeregowo z odbiornikiem, zwane w takim przypadku dławikami. Zmiany prądu w cewce wywołują powstanie napięcia przeciwdziałającego tym zmianom, a tym samym wygładzenie przebiegu napięcia.
Para elementów LC dostrojonych do określonej częstotliwości będzie się zachowywać, w zależności od sposobu włączenia do układu, jak filtr środkowoprzepustowy (używany np. do strojenia radiowych odbiorników AM) lub jak filtr środkowozaporowy (używany do tłumienia niepożądanego pasma częstotliwości).
Wszystkie rodzaje charakterystyk filtrów przedstawionych powyżej mogą być uzyskane za pomocą szeregowego lub równoległego połączenia kilku filtrów. Jednakże tłumienie sygnałów, poza pasmem przenoszenia, dla filtrów pasywnych często jest zbyt małe. Ponadto kaskadowe połączenie kilku filtrów skutkuje znacznym tłumieniem amplitudy, również w paśmie przenoszenia – w takich przypadkach zastosowanie mają filtry aktywne.

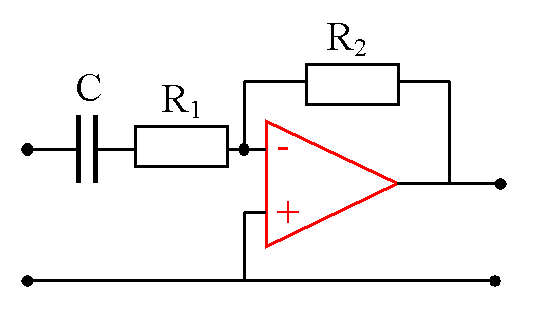
Przykład aktywnego filtra górnoprzepustowego (wzmacniacz operacyjny zaznaczono czerwonym kolorem)

### Filtry aktywne
Filtry aktywne zazwyczaj wykorzystują również własności elementów RLC, ale przy wspomaganiu specjalnymi elementami sterującymi oraz dostarczającymi energię do filtrowanego układu. Dzięki temu filtry aktywne charakteryzują się znacznie lepszym tłumieniem w paśmie zaporowym niż filtry pasywne.
Przykład górnoprzepustowego aktywnego filtra przedstawiono na rysunku obok. Filtr taki bazuje na wzmocnionych charakterystykach elementów RC. Elementem aktywnym jest tutaj wzmacniacz operacyjny, który posiada odrębne zasilanie (nie pokazane dla czytelności rysunku), i który powoduje częściowe dostarczanie energii do filtrowanego układu.
Istnieje wiele różnych typów filtrów aktywnych, m.in.:
- filtry Butterwortha,
- filtry Czebyszewa,
- filtry Bessela,
- filtry eliptyczne.

Struktury realizacji elektronicznej filtru to m.in.:
- filtry Sallen-Key,
- filtry Multiple Feedback (MFB).

Najbardziej skomplikowane filtry mogą być skonstruowane z użyciem techniki cyfrowej i sterowane mikroprocesorowo. Jest to jednak odrębna dziedzina nazywana cyfrowym przetwarzaniem sygnałów.

## Filtry do obwodów analogowych i cyfrowych
Działanie filtrów w obwodach analogowych i cyfrowych jest w zasadzie identyczne. Niewielkie różnice mogą występować jedynie w rozwiązaniach konstrukcyjnych. Nawet działanie całkowicie cyfrowych filtrów używanych w cyfrowym przetwarzaniu sygnałów (DSP) jest oparte na tych samych prawach i zależnościach, co wykorzystywane w tradycyjnych filtrach. Różnica leży jedynie w rodzaju przetwarzanych sygnałów – w przypadku DSP przetwarzanie realizowane jest na ciągach liczb (sygnał dyskretny), które reprezentują dany sygnał ciągły.

## Dobroć filtru
Dobroć filtru określa się jako stosunek częstotliwości środkowej filtru do szerokości jego pasma. W przypadku filtrów o większej szerokości pasma przenoszonego, określa się zwykle względną szerokość pasma będącą odwrotnością dobroci i najczęściej wyrażaną w procentach częstotliwości środkowej.